# Rosa Blanca, Nayarit
Rosa Blanca är en ort i Mexiko.   Den ligger i kommunen Jala och delstaten Nayarit, i den centrala delen av landet, 600 km väster om huvudstaden Mexico City. Rosa Blanca ligger 1 939 meter över havet och antalet invånare är 2 668.
Terrängen runt Rosa Blanca är varierad. Rosa Blanca ligger uppe på en höjd. Runt Rosa Blanca är det ganska glesbefolkat, med 39 invånare per kvadratkilometer. Närmaste större samhälle är Jala, 8,5 km väster om Rosa Blanca. I omgivningarna runt Rosa Blanca växer huvudsakligen savannskog.